# Kato
Kato, vlastním jménem Adam Svatoš (* 16. června 1979 Praha), je český rapper a DJ, povoláním textař v reklamní agentuře.

## Životopis

### Chaozz
Adam Svatoš se narodil 16. června 1979 v Praze. Psát texty začal od roku 1993. Jeho hiphopový sen začal ve skupině Chaozz. Díky které se stal známým raperem. Ve skupině byl nejaktivnějším členem. Psal většinu jejich textů. Postupně zařizoval vše ostatní a byl tím správným motorem pro Chaozz. Jako vedlejší projekt 3D nahrál roku 1997 s Philipem Nikwé album Alpha & Omega a jako Rigor Mortiz vydal stejný rok temně atmosférické album Až na věky.
Roku 2002 se skupina kvůli neshodám rozpadla, oficiálně si však dala pouze pauzu. Krátce chodil s moderátorkou Terezou Pergnerovou, se kterou sdílel mimo jiné i společnou náklonnost k drogám.

### Prago Union
Roku 2002 založil vlastní projekt Prago Union, se kterým získal v roce 2010 za desku Dezorient Express cenu Anděl v kategorii Hip hop & R'n'B. Během nahrávání tohoto alba byl na necelý týden zavřen do vězení za neplacení dluhů. Na 1. máje 2012 spolu s rappery Lipem a Bonusem vydali protestsong Trvalo tři generace. V roce 2013 vydal desku Vážná hudba, v červenci roku 2016 vydal další, tentokrát tematickou desku Smrt žije.
Na album coverů Davida Kollera David Koller & Friends (2016) nahrál píseň Jo, aha.
V rozhovoru z roku 2017 prozradil práci na dalším albu, mluvil i o možném featuringu s legendárním rapperem KRS-One. Zmiňované album nahrál v novém studiu umístěném v maringotce a datum vydání bylo stanoveno na 1. listopad 2019. Album se jmenuje Perpetuum promile a obsahově navazuje na to předposlední z roku 2016. Součástí CD je i skladba Průvan nahraná se skupinou Chaozz na jaře 2018.
Katem byla také inspirována postava Plecha (Jiří Mádl) ve filmu Modelář (2020). Původně v tomto filmu měl hrát sám sebe, nakonec ale režisér Petr Zelenka vybral právě Mádla.
V roce 2019 vydal studiové album Perpetuum promile, kde se jako hosti objevují členové skupiny Chaozz. Na začátku června roku 2021 vyšlo album Made in Strašnice, na kterém jako hosti působí Hugo Toxxx, MC Gey a Rest. Dne 24. května oznámil další album, které by mělo vyjít v létě 2022.

## Osobní život
Je prakticky bez zubů, o které přišel kvůli rodinným dispozicím, problémům se štítnou žlázou a špatné životosprávě. Momentálně žije se svou rodinou ve Strašnicích, kde má i nahrávací studio umístěné v maringotce.

## Diskografie
- 1996 – …a nastal chaos (Chaozz)
- 1997 – Alpha & Omega (3D)
- 1997 – Až na věky (Rigor Mortiz)
- 1997 – Zprdeleklika (Chaozz)
- 1998 – Já nejsem rapper (Deph) [CD nevyšlo oficiálně[11]]
- 1999 – P.E.S. (Chaozz)
- 2001 – Sakum prdum (Chaozz)
- 2005 – HDP (Prago Union)
- 2010 – Dezorient expres (Prago Union)
- 2010 – Metronom (Prago Union) [bonus k CD Dezorient Expres]
- 2011 – V Barvách (Prago Union)
- 2013 – Vážná hudba (Prago Union)
- 2013 – Odložené chlebíčky (Prago Union) [bonus k CD Vážná hudba]
- 2016 – Smrt žije (Prago Union)
- 2016 – MtRNM IV (Prago Union) [bonus k CD Smrt žije]
- 2019 – Perpetuum promile (Prago Union)
- 2021 – Made in Strašnice (Prago Union)
- 2022 – Mimo Jiné (Prago Union) [nevydané tracky]
- 2022 – PŘÍDUHNED... (Prago Union)
- 2023 – Pohřební Hlídka (Rigor Mortiz)
- 2024 – A)TÝM (Kato a Rest)
- 2024 – Zvukoloď (Prago Union)